# Jakub lhář (film, 1999)
Jakub lhář (v anglickém originále Jakob the Liar) je americká filmová komedie z roku 1999. Režisérem filmu je Peter Kassovitz. Hlavní role ve filmu ztvárnili Robin Williams, Alan Arkin, Liev Schreiber, Hannah Taylor-Gordon a Bob Balaban.

## Obsazení
| Robin Williams       | Jakob Heym  |
| Alan Arkin           | Frankfurter |
| Liev Schreiber       | Mischa      |
| Hannah Taylor-Gordon | Lina        |
| Bob Balaban          | Kowalsky    |
| Michael Jeter        | Avron       |
| Armin Mueller-Stahl  | Kirschbaum  |
| Nina Siemaszko       | Rosa        |
| Mathieu Kassovitz    | Herschel    |
| Mark Margolis        | Faingold    |